# Tomo Kralj-Tona
Tomo Kralj-Tona (Kloštar Podravski, 14. prosinca 1944.) hrvatski je naivni slikar, magistar informacijskih znanosti, diplomirani ekonomist, inženjer građevine, i fotograf.
Prvu međunarodnu nagradu dobio je kao dvanaestogodišnji dječak. Bila je to zlatna medalja na međunarodnoj izložbi u tadašnjoj Čehoslovačkoj. Neke od važnijih izložbi su mu one u Pitomači 1956, New Delhiju 1958, Milanu 1974, Zagrebu 1975, Sionu 1976, Manili 1977, Zürichu 1978, New Yorku 1979, São Paulu 1979, New York 1980, Strasbourgu 1980, Buenos Airesu 1980, Lenjingradu 1981, New York 1981, Stuttgartu 1981, Beogradu 1982, Travniku 1983, Ženevi 1987, Boromeo Rocco di Angera 1987 i Zagreb 1989. 
O njegovim su radovima pisali Juraj Baldani, Josip Depolo, Antun Bauer, Stanko Špoljarić i drugi. 

## Vanjske poveznice
- www.tomo-kralj-tona.hr  Arhivirana inačica izvorne stranice od 27. rujna 2018. (Wayback Machine)